# Frankfurter Rundschau
Frankfurter Rundschau su ljevičarsko-liberalne njemačke dnevne novine. Osnovane su 1. kolovoza 1945. Tiskaju se svakodnevno u Frankfurtu. Frankfurter Rundschau dostiže dnevnu nakladu od preko 124.600 primjeraka.

## Vanjske poveznice
- Frankfurter Runschau Online